# Лоу, Кристал
Кристал Лоу (англ. Crystal Lowe, также Кристал Ло, англ. Crystal Lo; р. 20 января 1981 года, Ванкувер) — канадская киноактриса и модель. Кристал Лоу известна как «Королева крика» благодаря ролям в фильмах ужасов «Дети кукурузы: Откровение», «Пункт назначения 3», «Чёрное Рождество» и «Поворот не туда 2».

## Биография
Кристал Лоу родилась в Ванкувере (Британская Колумбия) в семье китайца и шотландки. Ребёнком она переехала с родителями в Гонконг, где прожила несколько лет, результатом чего стало свободное владение кантонским диалектом китайского языка. Во время жизни в Гонконге она участвовала в детских и молодёжных конкурсах красоты, таких, как «Miss Teen Oriental». С тех пор её фотографии появлялись в календарях и на обложках журналов, она также участвовала в конкурсах-демонстрациях купальных костюмов. Лоу является лицом нескольких компаний: в частности, она рекламировала пиво «Coors Light», автомобильное оборудование фирмы «König Wheels» и питательные добавки для спортсменов компании «Instone», принадлежащей Сильвестру Сталлоне. Она также послужила моделью для видеоигр Need for Speed: Underground 2 и Fight Night.
В 15 лет Лоу впервые появилась на экране как актриса. Её первой ролью стала Нийя в эпизоде «Эмансипация» телесериала «Звёздные врата: SG-1». До 2000 года она снялась ещё в ряде сериалов, а в 2001 году получила роль Тиффани в кинофильме «Дети кукурузы: Откровение». После нескольких второстепенных и эпизодических ролей, в 2006 году она сыграла Эшлин Халперин в фильме ужасов «Пункт назначения 3», Лорен Хэннон в ремейке фильма 1974 года «Чёрное Рождество» и Елену в фильме «Поворот не туда 2: Тупик». За роли в этих фильмах ужасов она получила прозвище «Королевы крика».
После фильма «Поворот не туда 2: Тупик» Лоу исполнила роли-камео в фильмах «Фантастическая четвёрка 2: Вторжение Серебряного сёрфера» и «Удачи, Чак». В 2008 году она воссоединилась с подругой по фильму «Пункт назначения 3» Амандой Крю в фильме «Та самая ночь». Также в 2008 году Лоу исполнила роли второго плана в фильмах «Йети: Проклятие снежного демона» , Ядовитый плющ: Тайное общество (ТВ) и «Авансцена 2».
В 2009 году Лоу получила небольшую роль в боевике «Руслан» со Стивеном Сигалом. В фильме «Чарли» она сыграла главную роль, но фильм до сих пор не вышел.
В 2010 году Лоу появилась как Зои в фильме «Машина времени в джакузи», в роли Валу в 9-м сезоне CW шоу «Тайны Смолвилля» и в роли Нины в триллере «Гора-убийца» Шелдона Уилсона.
В 2011 году Лоу снялась в роли Тины в фильме «Немного зомби» и в роли Пайпер/Персика в фильме «На мат».
В 2012 году Лоу пригласили на роль Тоби Нэнс в сериале «Портал юрского периода: Новый мир».
В 2013 году сыграла роль Риты Хэйвит в фильме «Пропавшее письмо». Фильм имел феноменальный успех на канале Hallamrk Channel и было решено создать сериал, который состоит из 10 серий. Премьера состоялась 20 апреля 2014 года. Сериал также был популярен у зрителей; канал Hallmark Channel и продюсер фильма и сериала, а также писательница, по книгам которой и были сняты фильм и сериал, Марта Уильямсон решили расширить вселенную о работниках отдела пропавших писем и официально объявили о создании четырёх новых фильмов о пропавших письмах.
После успеха «Пропавших писем» канал Hallmark Channel стал задействовать Кристал в своих постановках регулярно, и в 2015 году она снялась в фильме «Gourmet Detective: A Healthy Place To Die» в роли шеф-повара Гретхен.
В 2014 году Кристал также дебютировала в качестве режиссёра, представив зрителям короткометражный фильм «Becoming Sophie». Фильм получил положительные отзывы и выиграл несколько наград. Дебютной лентой Лоу в качестве продюсера стал короткометражный художественный фильм Fade Out, в котором она также сыграла одну из ролей. 9-минутный фильм был снят для проекта BravoFACT.
8 августа 2009 года Кристал вышла замуж за Мико Томашевича.

## Фильмография

### Кино- и телефильмы
- 2000 — Убрать Картера — девушка
- 2001 — Дети кукурузы: Откровение — Тиффани
- 2001 — Ханжество (ТВ) — Вирджиния
- 2002 — Бессонница — Кей Коннелл
- 2002 — Обмануть всех — красивая девушка
- 2002 — Тайная жизнь Зои — черлидерша
- 2004 — Ангелы ночи — Таня
- 2004 — Держись до конца — официантка
- 2006 — Пункт назначения 3 — Эшлин Халперин
- 2006 — Очень страшное кино 4 — девушка Чинджи № 1
- 2006 — Змеиный полёт — охотница за автографами
- 2006 — Чёрное Рождество — Лорен Хэннон
- 2006 — Совершенно потрясающе (ТВ) — симпатичная девушка
- 2007 — Фантастическая четвёрка: Вторжение Серебряного сёрфера — девушка на вечеринке
- 2007 — Йети: Проклятие снежного демона — Эшли
- 2007 — Поворот не туда 2: Тупик — Елена Гарсия
- 2008 — Та самая ночь — Стейси
- 2008 — Авансцена 2 — Лекси
- 2008 — Ядовитый плющ: Тайное общество (ТВ) — Изабель Тёрнер
- 2008 — Соседский мальчик (ТВ) — Николь
- 2009 — Руслан — Таня
- 2009 — Чарли — Роз
- 2009 — Доверие (ТВ) — Мишель
- 2009 — Игра наверняка (ТВ) — Файза
- 2010 — Машина времени в джакузи — Зои
- 2011 — Гора-убийца (ТВ) — Нина
- 2011 — Похищенный сын: История Тиффани Рубин — Натали
- 2012 — Немного зомби — Тина
- 2013 — Чарли — Роуз
- 2013 — Пропавшее письмо (ТВ) — Рита Хэйвит
- 2014 — Пропавшее письмо на Рождество (ТВ) — Рита Хэйвит
- 2015 — Пропавшее письмо: из Парижа с любовью (ТВ) — Рита Хэйвит
- 2015 — Изысканный детектив: Отличное место, чтобы умереть (ТВ) — Гретхен
- 2015 — Пропавшее письмо: По правде говоря (ТВ) — Рита Хэйвит
- 2015 — Пропавшее письмо: Невыполнимая мечта (ТВ) — Рита Хэйвит
- 2016 — Пропавшее письмо: От всего сердца (ТВ) — Рита Хэйвит
- 2016 — Пропавшее письмо: Один на миллион (ТВ) — Рита Хэйвит
- 2016 — Пропавшее письмо: Потерянный без тебя (ТВ) — Рита Хэйвит
- 2016 — Ярость 3 — Кристал (девушка Билла)
- 2016 — Сердца Рождества (ТВ) — Лорен Райт
- 2017 — Пропавшее письмо: Небо и Земля (ТВ) — Рита Хэйвит
- 2017 — Пропавшее письмо: Снова домой (ТВ) — Рита Хэйвит
- 2017 — Выходи за меня в Рождество (ТВ) — Изабель
- 2017 — Чудо — мама Джулиана
- 2017 — Рождество в Холли Лодж (ТВ) — неизвестно
- 2017 — 2 пули (Короткометражка) — Кейт
- 2018 — Пропавшее письмо: Забытое место (ТВ) — Рита Хэйвит

### Сериалы
- 1997 — Звёздные Врата SG-1: Эмансипация — Нийя
- 1998 — Приключения Ширли Холмс: Дело о раскрытой руке — Паскаль
- 1998 — Расследования да Винчи: Самое опасное время — Шелли Данн
- 1999 — Группа висячих дел: Смертельные игры — Майра Лоусон
- 2000 — Группа висячих дел: Запланированная смерть — Майра Лоусон
- 2001 — Расследования да Винчи: Стук в стену — Сильвия
- 2001 — Расследования да Винчи: Дешёвый лосьон — Сильвия
- 2002 — Сумеречная зона: Суровая хозяйка — групи
- 2004 — Жизнь как она есть: Стихийные бедствия — Джули
- 2005 — Секс в другом городе: Стриптиз — официантка
- 2006 — Мастера ужасов: Подбери меня — Лили
- 2006 — Инстинкт убийцы: Бомба — Иветт
- 2006 — Доказательства: И конверт, пожалуйста — Деб Кинца
- 2007 — Фалькон Бич: Не к месту на клубничном фестивале — Келли
- 2007 — Ясновидец — Иден
- 2007 — Ясновидец — Дафна
- 2007 — Звёздные врата: Атлантида: Хармони — Мардола
- 2009 — Сверхъестественное: Настоящие охотники за привидениями — актриса Летиция Гор
- 2010 — Тайны Смолвиля (сезон 9) — Вала
- 2011 — Расколотый: В поисках мальчика — женщина
- 2012 — Портал юрского периода: Новый мир — Тоби Нэнси
- 2014 — Почти человек: Саймон говорит — Дженни
- 2014 — Пропавшие письма. Сериал — Рита
- 2014 — Дело Дойлов — Мишель Кантвелл